# Rapida

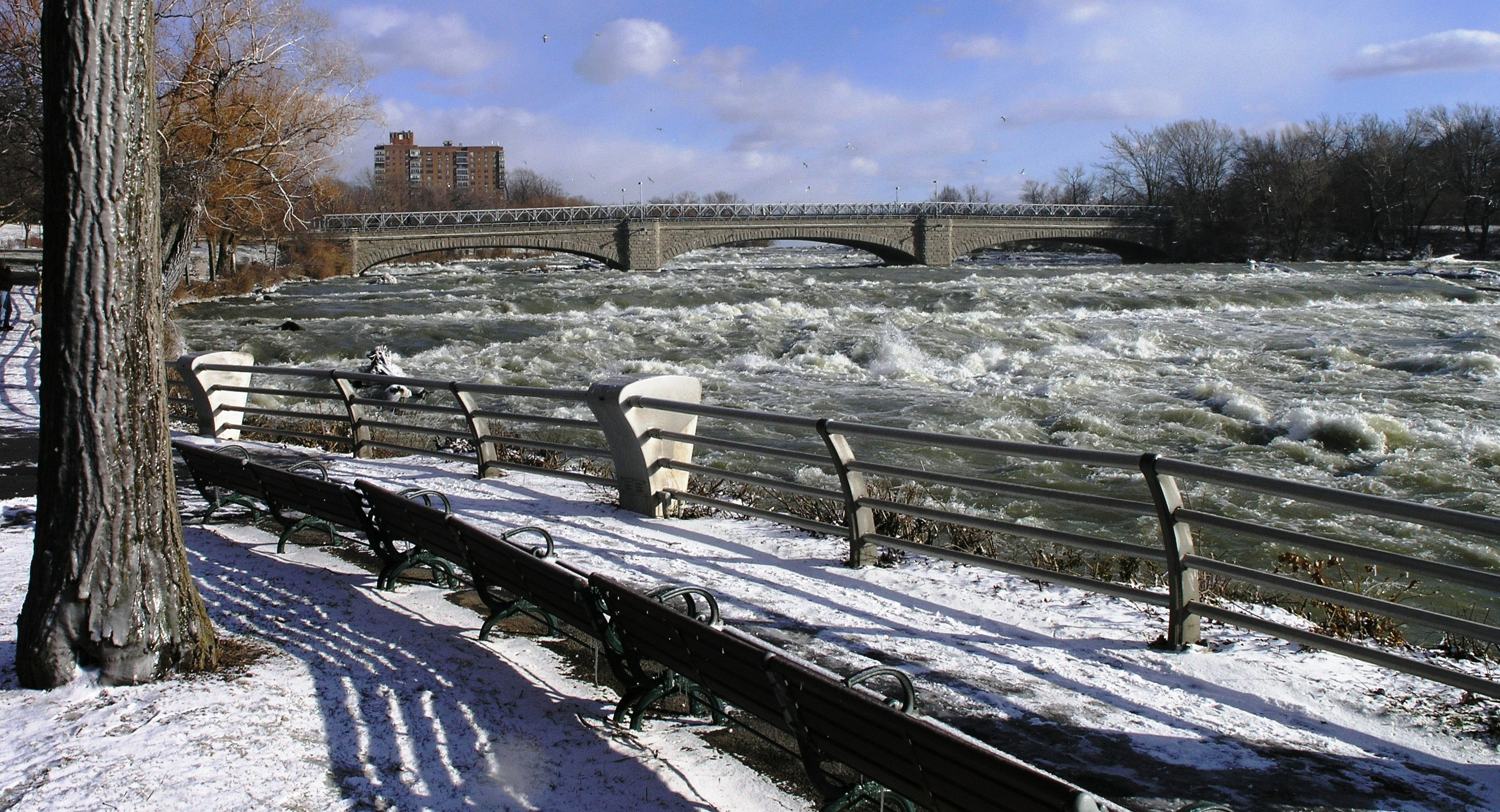
Una rapida sul fiume Niagara in prossimità delle cascate omonime

La rapida è il tratto di un fiume il cui letto acquista pendenza in modo repentino, producendo un velocizzarsi del suo corso con onde e turbolenza. Essa è una via di mezzo fra una corrente tranquilla ed una cascata.

## Caratteristiche
Una rapida può essere individuata in quanto la corrente diventa impetuosa a causa dell'aumento della pendenza e per la presenza di rocce emergenti sopra il pelo dell'acqua. L'acqua batte contro le rocce e le bolle d'aria si frammischiano all'acqua creando la schiuma. Le rapide si formano quando, in un tratto del fiume, il letto è molto resistente all'erosione rispetto a quello a valle di esso, e di conseguenza delle correnti molto giovani - scorrendo sul letto del fiume - possono facilmente creare delle rapide a causa della diversità geologica delle rocce che compongono il suo alveo.

## Voci correlate

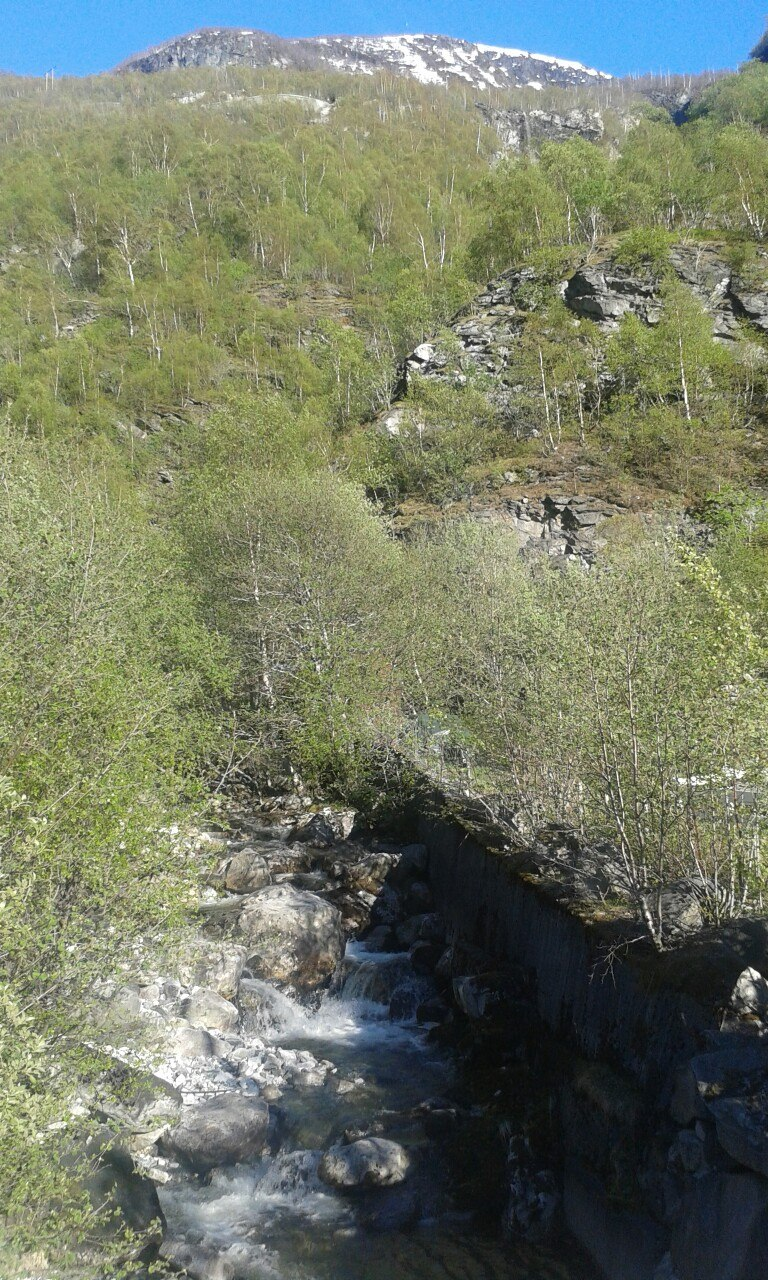
Rapide presso Øvre Årdal (Norvegia)